# Stenasellus cambodianus
Stenasellus cambodianus är en kräftdjursart som beskrevs av Lisa Boutin och Guy Magniez 1985. Stenasellus cambodianus ingår i släktet Stenasellus och familjen Stenasellidae. Inga underarter finns listade i Catalogue of Life.